# إريك شميد
إريك شميد (بالألمانية: Erich Schmid)‏ (و. 1896 – 1983 م) هو فيزيائي، وأستاذ جامعي من النمسا .
توفي في فيينا، عن عمر يناهز 87 عاماً.

## التعليم
تعلم في جامعة فيينا

## مناصب وهيئات
أدار جامعة فيينا.

## جوائز
حصل على جوائز منها:
- Ring of Honour of the City of Vienna [الإنجليزية]‏ (1971)
- جائزة إرفين شرودنغر (1960)
- ميدالية ويلهلم إكسنر [الإنجليزية]‏ (1957)
- الوسام النمساوي للعلوم والفنون [الإنجليزية]‏.

## روابط خارجية
- إريك شميد على موقع مونزينجر (الألمانية)